# Crateva religiosa
El purataruru de Tahití (Crateva religiosa) es un pequeño árbol silvestre o cultivado que se encuentra en la India, el Sudeste Asiático y varias islas del Pacífico. A menudo se encuentran a lo largo de los arroyos, también en formaciones profundas secas en el Sub-Himalaya.

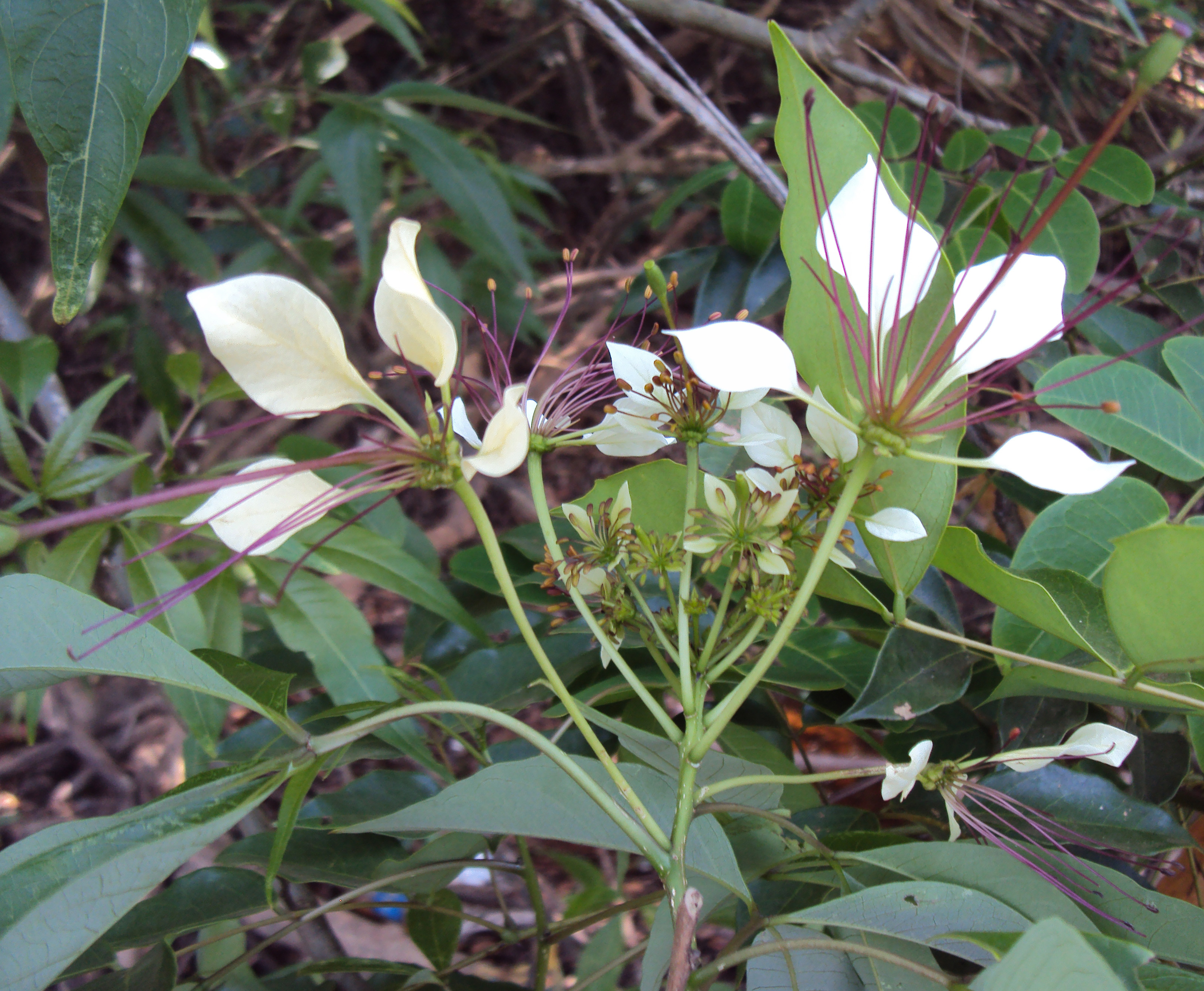
Inflorescencia

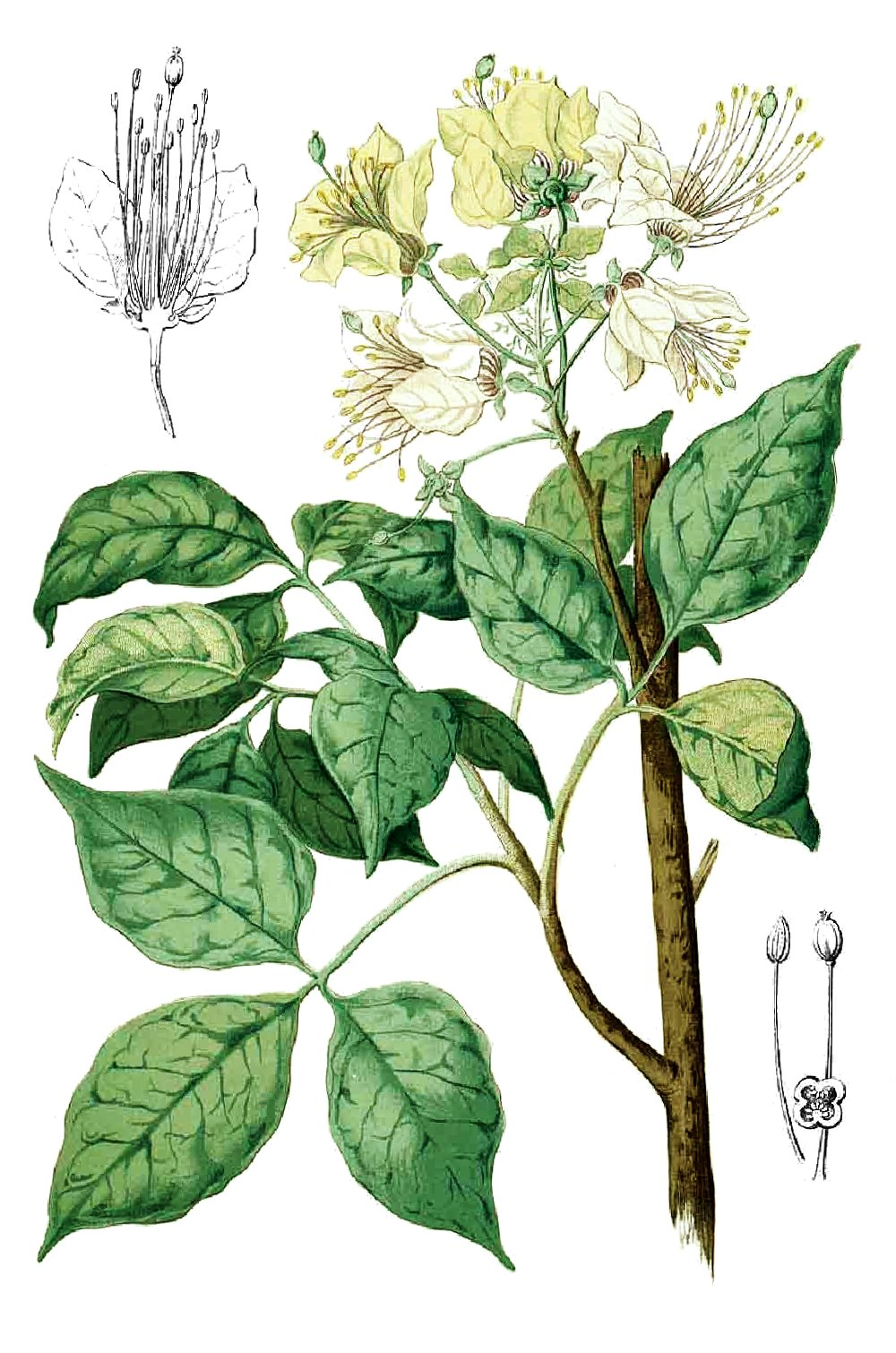
Ilustración

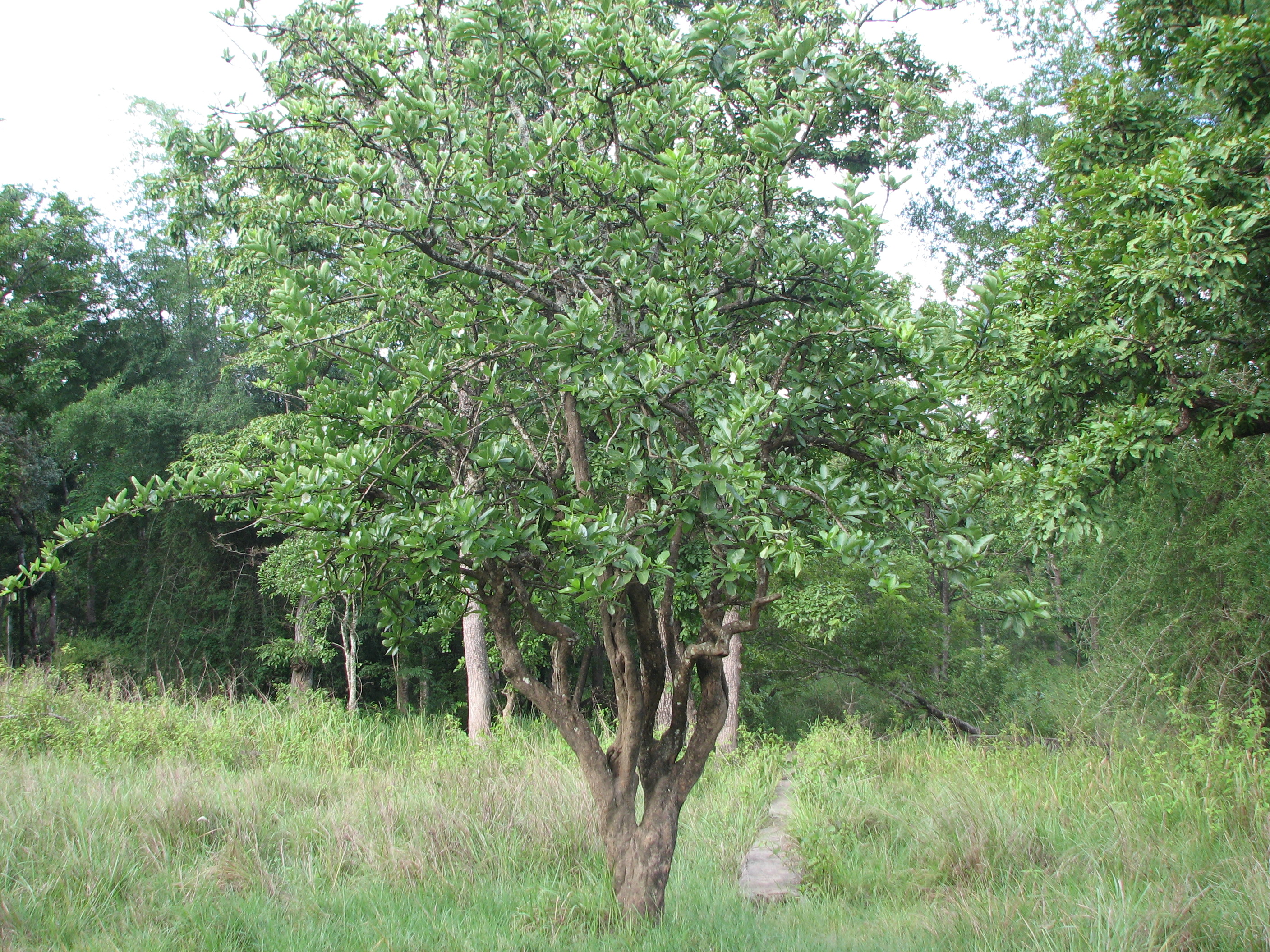
Vista del árbol

## Descripción
Son árboles que alcanza los 3-15 m de altura, y un diámetro del tronco de 40 cm. Las ramitas de color verdoso a verde amarillento cuando se seca, con lenticelas alargadas grises. Pecíolo de 6-7 (-10) cm, adaxialmente con glándulas triangulares diminutas cerca del raquis, venas secundarias 5-10 en cada lado del nervio central, ápice acuminado a abruptamente acuminado. Inflorescencias en racimos o corimbos. Las flores se abren cuando las hojas emergen. Pedicelo 2-5 [-9?] Cm. Sépalos ovados, 2-4.5 × 1.5-3 mm, ápice acuminado. Pétalo blanco a amarillo, garra 3.5-5 mm, hoja 1.5 a 2.2 cm. Estambres 16-22 [-30]; filamentos de 3-6 cm; anteras de 2-3 mm. Fruto ovoide a obovoide, 1.8 a 2.6 [-3,5] cm; pericarpio 5-10 mm de espesor. Semillas 25-30 por fruto, de color marrón oscuro, 1.2 a 1.8 cm, tubérculos. Fl. Mar-mayo, fr. Julio-agosto (a octubre). Tiene un número de cromosomas de 2 n = 26.

## Distribución y hábitat
Se encuentra en los bordes de caminos, campos, a una altitud por debajo de los 200 metros en Guangdong, Hainan, Taiwán, Bhután, Camboya, India, Indonesia, Myanmar, Nepal, Filipinas, Sri Lanka, Tailandia, Vietnam, e islas del Pacífico.

## Usos
Las flores se observan que son fragantes. La especie se planta a menudo como planta ornamental en S China y otros países asiáticos del S y SE. Su fruto seco se utilizan en China como planta medicinal.
Medicinales
La corteza seca se utiliza como droga cruda en los sistemas tradicionales de la medicina en la India, como Ayurveda, Siddha. etc. La decocción de la corteza se administra internamente para curar enfermedades como los cálculos renales, disuria, helmintiasis, inflamaciones y abscesos. Las acciones exposiciones decocción como carminativo, laxante, termogénico, diurético, expectorante y emoliente. La hoja y la corteza del tronco han sido evaluadas por su actividad antioxidante y la inhibición de las enzimas clave de interés para la hiperglucemia.

## Taxonomía
Crateva religiosa fue descrita por Georg Forster y publicado en Dissertatio...De Plantis Esculentis Insularum Oceani Australis 45–46. 1786.
Sinonimia
- Crateva brownii Korth. ex Miq.
- Crateva hansemannii K.Schum.
- Crateva macrocarpa Kurz
- Crateva magna (Lour.) DC.
- Crateva membranifolia Miq.
- Crateva religiosa var. nurvula (Buch.-Ham.) Hook. f. & Thomson
- Crateva speciosa Volkens[7]